# Powiat Mór
Powiat Mór (węg. Móri járás) – jeden z dziesięciu powiatów komitatu Fejér na Węgrzech. Siedzibą władz jest miasto Mór.

## Miejscowości powiatu Mór
- Bakonycsernye
- Bakonykúti
- Balinka
- Bodajk
- Csákberény
- Csókakő
- Fehérvárcsurgó
- Isztimér
- Kincsesbánya
- Magyaralmás
- Mór
- Nagyveleg
- Pusztavám
- Söréd